# كلير كوبر ماركوس
كلير كوبر ماركوس (بالإنجليزية: Clare Cooper Marcus)‏ هي مهندسة المناظر الطبيعية أمريكية، ولدت في 19 أبريل 1934.